# Saint-Louis-du-Ha! Ha!
Pour les articles homonymes, voir Ha! Ha! et Saint-Louis.
Saint-Louis-du-Ha! Ha! est une municipalité de paroisse dans la municipalité régionale de comté (MRC) du Témiscouata au Québec, située dans la région administrative du Bas-Saint-Laurent.

## Toponymie

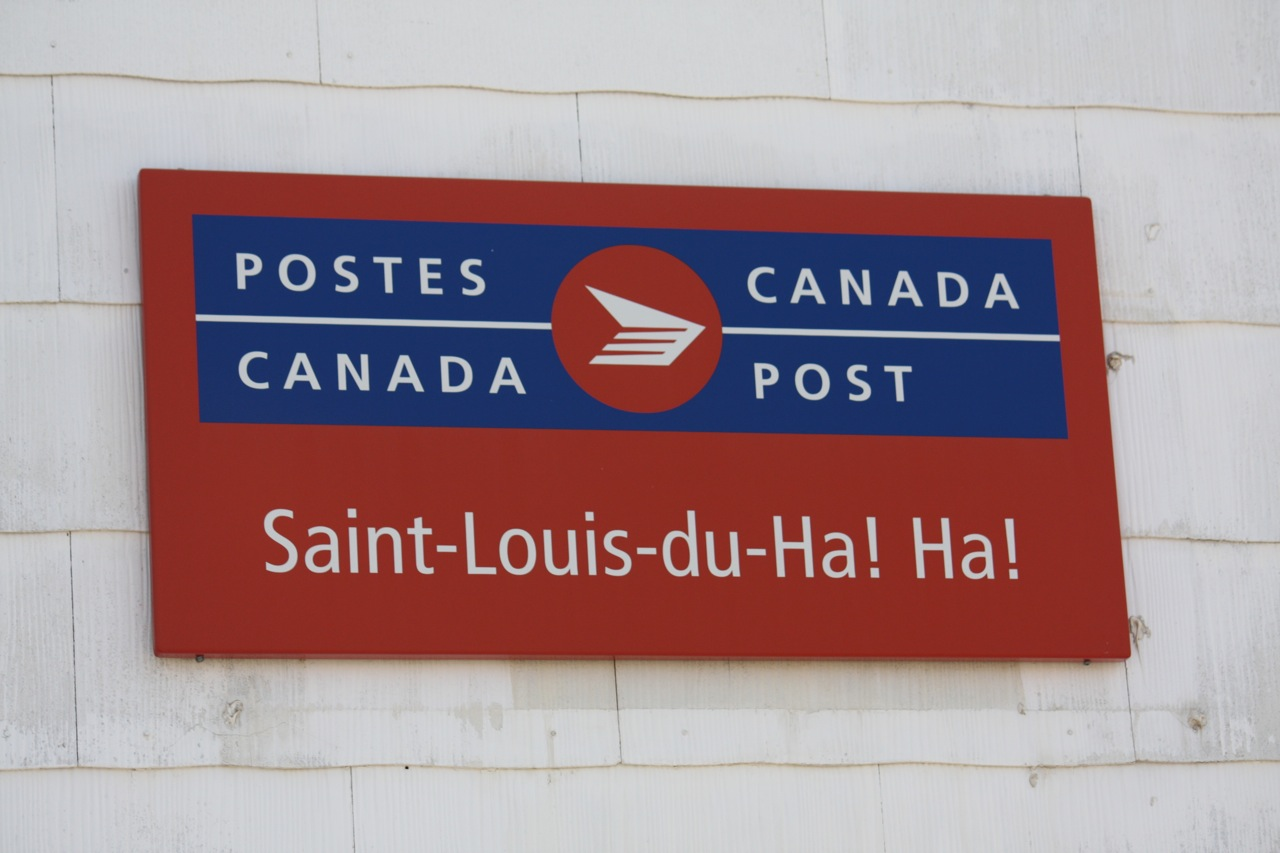
L'affiche du bureau de Postes Canada affiche le toponyme inhabituel.

L'origine du « Ha! Ha! » dans le nom de cette municipalité a fait l'objet de diverses interprétations, dont certaines sont jugées fantaisistes. Parmi les hypothèses, on a avancé qu'il provenait du huron ou montagnais ahaha, c'est-à-dire chemin, ou encore de l'amérindien[pas clair] hexcuewaska, qui signifie quelque chose d'inattendu. Ce dernier sens est à rapprocher d'une autre interprétation de même source, c'est-à-dire l'expression Ah! Ah! qu'auraient lancé d'étonnement les premiers voyageurs arrivés devant le lac Témiscouata en constatant sa beauté. La Commission de toponymie du Québec révèle qu'en réalité, un ha-ha est un archaïsme de la langue française, élément de jardinerie qui désigne un obstacle inattendu (voir aussi Baie des Ha! Ha!). C'est donc plutôt le portage de 80 km que devaient effectuer les voyageurs en canot à la suite du lac Témiscouata en passant par le territoire de la future municipalité qui aurait donné, par déformation au fil du temps, ce toponyme enjoué à la municipalité.
Le Louis auquel fait référence le nom du village n'est pas moins controversé. Trois origines ont été avancées : on y fait soit hommage à Louis Marquis, un des premiers colons de la région, soit à Louis-Antoine Proulx (1810-1896), curé de Pointe-du-Lac (1836-1840), puis de Rivière-du-Loup (1840-1854), mais l'hypothèse jugée la plus vraisemblable serait la référence à l'abbé Louis-Nicolas Bernier (1833-1914), curé de Notre-Dame-du-Lac de 1867 à 1871 et de Sainte-Anne-de-la-Pointe-au-Père de 1895 à 1903.
Le nom de Saint-Louis-du-Ha! Ha! figure dans le Livre Guinness des records de 2018 comme étant le nom de municipalité ayant le plus de points d'exclamation.

## Histoire

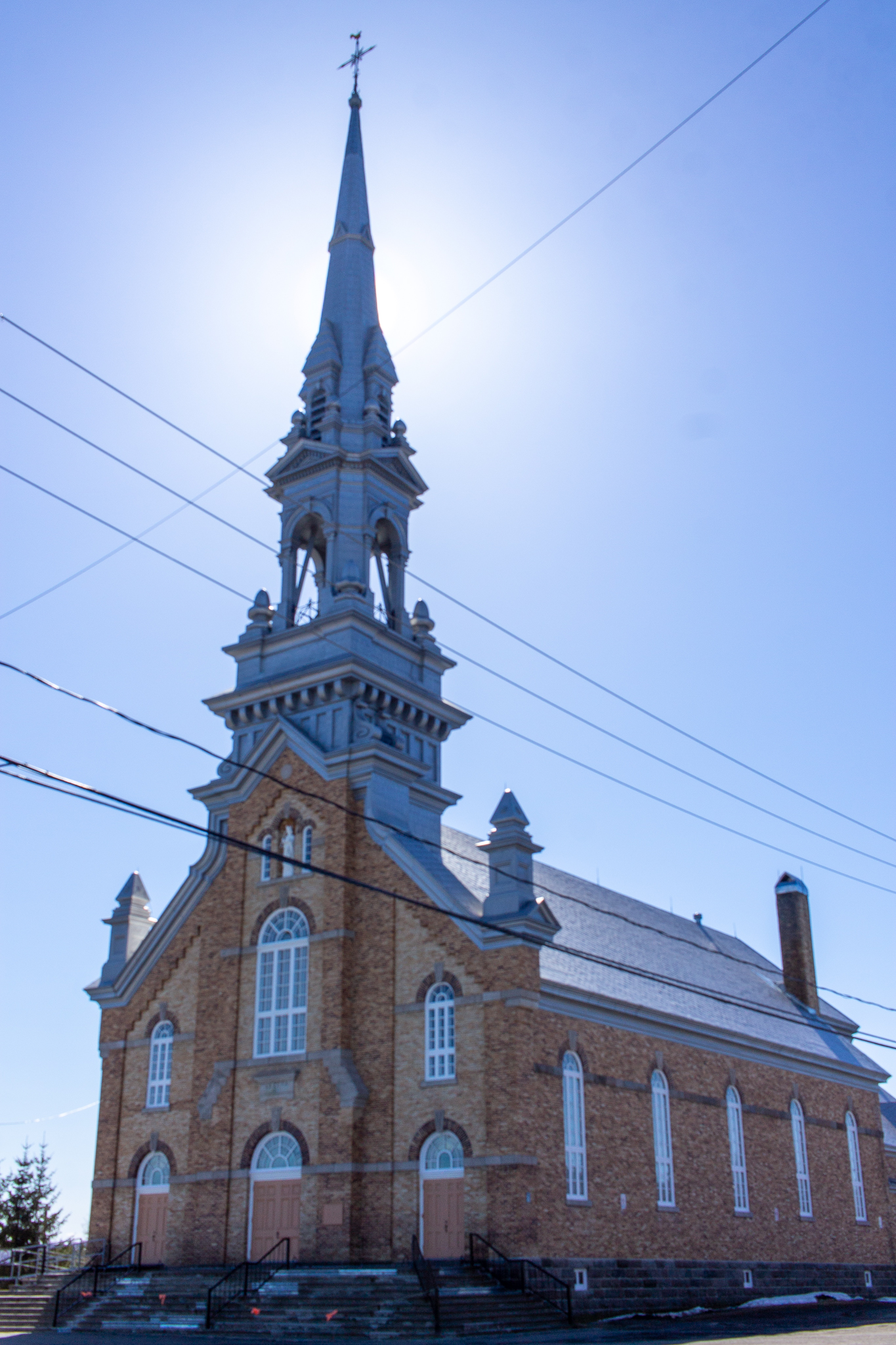
L'église de Saint-Louis-du-Ha! Ha!

Avant l'occupation permanente du site, le sentier du Grand-Portage, qui passe sur le territoire de Saint-Louis, était emprunté par les missionnaires et les coureurs des bois afin de passer de Rivière-du-Loup à l'Acadie, aux temps de la Nouvelle-France. Le sentier figure d'ailleurs sur la carte de Samuel de Champlain en 1612. Le chemin du Portage est défriché vers 1749 pour atteindre une largeur d'un mètre, puis devint un chemin carrossable en 1793. (Un tracé similaire est maintenant emprunté par une portion de la route transcanadienne.) Lors de la guerre d'indépendance des États-Unis, ce même chemin a facilité la défense par les militaires britanniques contre les attaques provenant du sud.
La colonisation de Saint-Louis commença au milieu du XIXe siècle. En 1860, la mission catholique qui portait déjà le nom de Saint-Louis-du-Ha! Ha! était fondée. L'érection canonique de la paroisse a lieu en 1873, puis la municipalité est créée en 1874.
Le blason de Saint-Louis-du-Ha! Ha! présente quatre cantons contenant :
- un sapin, représentant l'exploitation raisonnée de la forêt ;
- un épi de blé, représentant l'important apport à la communauté de l'agriculture ;
- un observatoire, qui représente le tourisme et le loisir scientifique qui occupe une place importante dans l'économie locale ;
- un bouton d'or, représentant les familles unies comme les pétales d'une fleur ;
- une croix séparant les cantons représentant l'important apport de la religion aux vies des habitants et au patrimoine.

La devise de la municipalité est « Solidaire dans le labeur ».
Saint-Louis-du-Ha! Ha! était l'une des localités organisatrices du Ve Congrès mondial acadien en 2014.

## Géographie
Saint-Louis-du-Ha! Ha! est situé sur une colline du plateau des Appalaches, à 400 mètres d'altitude, à mi-chemin entre le fleuve Saint-Laurent et la frontière du Québec avec le Nouveau-Brunswick. Localisée au sud-est de Rivière-du-Loup, la municipalité est située sur la route 185 entre Cabano et Saint-Honoré-de-Témiscouata. S'y trouvent deux lacs : le lac Dole(d) et le lac Savane(d).
À partir du lac Savane, dans le nord-est de la municipalité, la rivière Savane coule vers le nord-est.
À partir du lac Savane, la Petite rivière Savane coule vers l'est.
La rivière Lachaine traverse la pointe nord de la municipalité vers l'est.

## Démographie
| 1996  | 2001  | 2006  | 2011  | 2016  | 2021  |
| ----- | ----- | ----- | ----- | ----- | ----- |
| 1 471 | 1 427 | 1 348 | 1 318 | 1 292 | 1 311 |

## Administration
Les élections municipales se font en bloc pour le maire et les six conseillers.
| Saint-Louis-du-Ha! Ha! Maires depuis 2001                                                                            |                   |                 |          |
| Élection | Maire             | Qualité         | Résultat |
| 2001 | Donald Viel       |                 | Voir     |
| 2005 | Donald Viel       | Voir            |          |
| 2009 | Louiselle Ouellet |                 | Voir     |
| 2013 | Sonia Larrivée    |                 | Voir     |
| 2017 | Sonia Larrivée    | Voir            |          |
| mai 2021 | Gilles Dumont     | Maire suppléant | Voir     |
| 2021 | Mélissa Lord      |                 | Voir     |
| Élection partielle en italique Depuis 2005, les élections sont simultanées dans toutes les municipalités québécoises |                   |                 |          |

## Activité et attraits

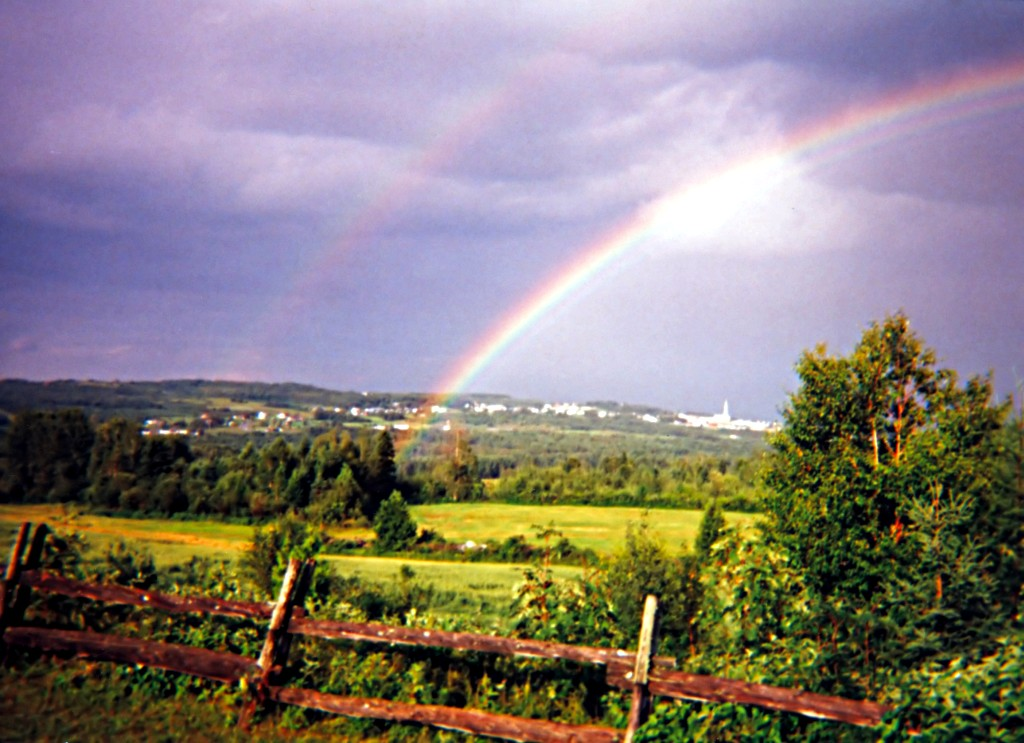

Jusqu'aux années 1970, l'agriculture était la principale activité des lieux. Depuis le début des années 1980, le développement du tourisme et de la villégiature a permis de diversifier l'économie locale.
On compte maintenant plusieurs attraits dans cette petite municipalité :
- Le lac Dole, un ancien camp privé de chasse et de pêche, aussi connu comme la Seigneurie de Thomas est un lieu de villégiature qui fut rendu public par le gouvernement canadien. Un camping (le Camping des Huards) y a été aménagé et on peut y pratiquer des activités comme la pêche, la baignade et la randonnée pédestre.
- La station scientifique du Bas-Saint-Laurent, ASTER (site officiel), y est installée depuis 1976. Il s'agit d'un centre de vulgarisation scientifique où des expositions temporaires et permanentes sont présentées aux visiteurs. On y retrouve en outre un observatoire qui est le lieu de soirées d'initiation à l'astronomie. La station a obtenu le Prix Michael-Smith en 1997 pour « son engagement pour la promotion des sciences et des technologies ». On y célèbre annuellement un festival des Perséides.
- Un terrain de golf primé, le Golf du Témis, y a été aménagé.
- La piste cyclable du Petit-Témis, qui devient une piste pour les motoneiges l'hiver, passe par la municipalité sur l'ancienne emprise ferroviaire. Cette piste qui relie Rivière-du-Loup à Edmundston au Nouveau-Brunswick a été rattachée en 1999 à la Route verte, le réseau provincial cyclable.

## Personnalités
- Gérard Couturier (de), évêque du diocèse de Baie-Comeau de 1956 à 1974, né à Saint-Louis-du-Ha! Ha! en 1913